# Rumigny (Somme)
Rumigny (picardisch: Ruminy) ist eine nordfranzösische Gemeinde mit 623 Einwohnern (Stand 1. Januar 2022) im Département Somme in der Region Hauts-de-France. Die Gemeinde liegt im Arrondissement Amiens, ist Mitglied des Gemeindeverbands Amiens Métropole und gehört zum Kanton Amiens-6. Die Bewohner werden Ruminois und Ruminoises genannt.

## Geographie
Die Gemeinde berührt angrenzend an Hébécourt im Westen die Départementsstraße D1001 (frühere Route nationale 1); ihr Ortszentrum liegt an der Kreuzung der Départementsstraßen D75, D75E und D475 zwischen den Flüssen Noye und Selle rund zwölf Kilometer südlich der Départementshauptstadt Amiens.
Umgeben wird Rumigny von den sechs Nachbargemeinden:
|                | Saint-Fuscien                               | Sains-en-Amiénois |
| Hébécourt      | Kompassrose, die auf Nachbargemeinden zeigt |                   |
| Saint-Sauflieu | Oresmaux                                    | Grattepanche      |

## Geschichte
Der Ort, auf dessen Gebiet Feuersteinwerkzeuge und mehrere gallo-romanische Überreste gefunden wurden, wird 1066 als Ruminetum erstmals genannt. Er unterstand im Mittelalter der Herrschaft von Boves und war dem Kollegiatstift von Picquigny, dem Hôtel-Dieu von Amiens und dem Domkapitel der Kathedrale von Amiens zehntpflichtig. 1470 wurde Rumigny von burgundischen Truppen zerstört. Das Schloss wurde unter Heinrich IV. zerstört. Im 18. Jahrhundert wurde ein neues Schloss errichtet, das noch im Besitz der Familie der Saint-Maur ist. Während der industriellen Revolution im ausgehenden 18. Und 19. Jahrhundert verdoppelte sich die Einwohnerzahl der Gemeinde; Ziegeleien und eine mechanische Fabrik entstanden. Im Deutsch-Französischen Krieg fanden im Herbst 1870 vor der Einnahme von Amiens hier Kämpfe statt. Im Zweiten Weltkrieg wurde Rumigny im Juni 1940 evakuiert und nahezu das gesamte Gemeindezentrum wurde bei den Kämpfen zerstört.

## Einwohner
| 1962 | 1968 | 1975 | 1982 | 1990 | 1999 | 2006 | 2013 | 2020 |
| ---- | ---- | ---- | ---- | ---- | ---- | ---- | ---- | ---- |
| 347  | 332  | 424  | 476  | 529  | 567  | 578  | 557  | 644  |

## Verwaltung
Bürgermeister (maire) ist seit 2014 Dominique Evrard.

## Sehenswürdigkeiten
- Kirche der Unschuldigen Kinder (Église des Saints-Innocents) aus dem 15. bis 17. Jahrhundert, seit 1926 als Monument historique eingeschrieben
- Schloss Rumigny aus dem 18. Jahrhundert mit Ziergarten
- Herrenhaus (Manoir) aus dem 16. Jahrhundert, zwei Fenster mit Gitter seit 1926 als Monument historique eingeschrieben (Base Mérimée PA00116237) .